# Echipa națională de fotbal a Burundiului
Echipa națională de fotbal a Burundiului reprezintă Burundi în fotbal și este controlată de Federația de Fotbal a Burundiului, forul ce guvernează fotbalul în Burundi. Nu s-a calificat niciodată la un campionat mondial sau african.

## Campionate mondiale
- 1930 până în 1990 - nu a intrat
- 1994 - nu s-a calificat
- 1998 - s-a retras în timpul calificărilor
- 2002 - a renunțat
- 2006 până în 2010 - nu s-a calificat

## Cupa Africii
- 1957 până în 1974 - nu a intrat
- 1976 - nu s-a calificat
- 1978 - nu a intrat
- 1980 - a renunțat
- 1982 până în 1992 - nu a intrat
- 1994 - nu s-a calificat
- 1996 - nu a intrat
- 1998 - a renunțat
- 2000 până în 2010 - nu s-a calificat

## Lot
- Portari
  - Vladimir Niyonkuru - Azzam United - 21 (0)
  - Janvier Ndikumana -  Randaberg IL - 2 (0)
- Fundași
  - Valery Nahayo -  Africa de Sud Kaizer Chiefs - 28 (3)
  - Alain Ndizeye -  Vital’O FC - 2 (0)
  - Karim Niizigiyimana -  Rwanda APR FC - 5 (0)
  - Floribert Ndayisaba -  Azerbaidjan FK Bakou - 6 (0)
  - David Habarugira -  Statele Unite D.C. United - 6 (1)
- Mijlocași
  - Henri Mbazumutima -  Vital’O FC - 2 (0)
  - Dugary Ndabashinze -  Belgia K.R.C. Genk - 18 (0)
  - Faty Papy -  Turcia Trabzonspor - 6 (0)
  - Cédric Ciza -  Țările de Jos MVV Maastricht - 0 (0)
  - Emmanuel Ngama -  Belgia FCV Dender EH - 1 (0)
  - Fuadi Ndayisenga -  Rwanda APR FC - 10 (0)
  - Musaba Selemani -  Țările de Jos HSV Hoek -
- Atacanți